# 里卡多·卡佐拉
里卡多·卡佐拉（義大利語：Riccardo Cazzola；1985年10月8日—）是一位意大利足球運動員。在場上的位置是中場。他現在效力於意大利足球甲級聯賽球隊亞特蘭大足球俱樂部。